# یونیمیت

طرحی از ربات یونیمیت

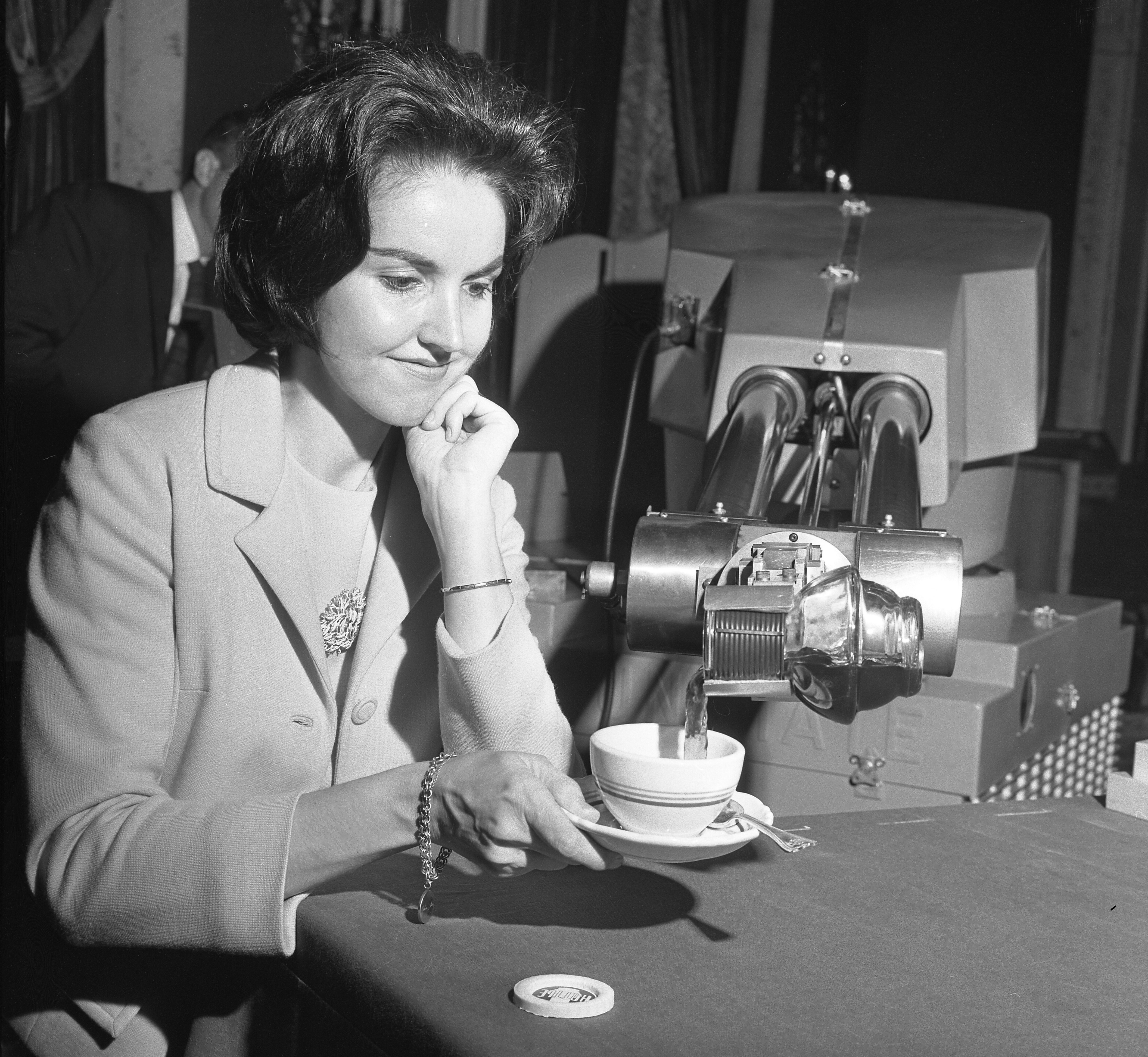
یونیمیت در حال ریختن قهوه برای یک انسان، ۱۹۶۷

یونیمِیت (انگلیسی: Unimate) نخستین ربات صنعتی بود که در سال ۱۹۶۱ در خط مونتاژ جنرال موتورز در کارخانه اینلند فیشر گاید در شهرک اوینگ، نیوجرسی به کار مشغول شد.

این ربات در دههٔ ۱۹۵۰ توسط جورج دوول و با استفاده از حق اختراع ابتدایی او که در سال ۱۹۵۴ ثبت شد و در سال ۱۹۶۱ به او اعطا شد، اختراع شد (U.S. Patent ۲,۹۸۸,۲۳۷). متن ثبت اختراع به شرح زیر است:
اختراع حاضر مربوط به عملکرد خودکار ماشین‌آلات، به‌ویژه دستگاه‌های جابجایی، و دستگاه‌های کنترل خودکار مناسب برای چنین ماشین‌هایی است.
دوول، به‌همراه جوزف انگل‌برگر، همکار تجاری خود، نخستین شرکت تولید ربات در جهان را با نام یونیمیشن راه‌اندازی کردند.
این ماشین کار انتقال دایکستینگ‌ها از یک خط مونتاژ و جوش دادن این قطعات روی بدنهٔ خودرو را بر عهده گرفت؛ کاری خطرناک برای کارگران، که ممکن است در اثر دود سمی حاصل از این کار مسموم شوند یا اگر مراقب نباشند، عضوی از بدن خود را از دست بدهند.
نسخهٔ اولیهٔ یونیمیت شامل یک جعبهٔ بزرگ کامپیوتر مانند بود که به یک جعبهٔ دیگر و سپس به یک بازو متصل می‌شد و وظایف سیستماتیک آن در حافظه درام آن ذخیره می‌شد.
یونیمیت همچنین در تونایت شو به میزبانی جانی کارسون حضور یافت و یک توپ گلف را در فنجان کوبید، به ریختن آبجو پرداخت، یک باتوم رهبری ارکستر را تکان داد و با در دست گرفتن یک آکاردئون، آن را به اطراف تکان داد.
یونیمیت در سال ۲۰۰۳ به تالار مشاهیر ربات‌ها راه یافت.

## در فرهنگ عامه
ربات‌های تخیلی به نام یونیمیت که توسط شخصیت داستانی آلان فون نیومان جونیور طراحی شده‌اند، در کتاب‌های کمیک دی‌سی کامیکس ظاهر شدند.